# Berendt Mellin
Berendt (Bernt) Mellin, född den 21 mars 1608, död 26 februari 1690 på Urpala i Vederlax, var en svensk militär och ämbetsman. Han gjorde  en framgångsrik karriär som krigare i svensk tjänst, bland annat som överste för två infanteriregementen och som kommendant vid Dirschau. Han avslutade sin bana som landshövding i Kexholms län. 1668 introducerades han på Riddarhuset som svensk adelsman.

## Bakgrund
Berendt Mellin föddes 1608 – enligt en äldre uppgift på Steninge i Sagu socken (sedermera Karuna) i Åbo och Björneborgs län – som son till Christoffer Mallin och dennes hustru sedan 1605 Anna von Twifel (Zweifel). Berendt Mellin tillhörde på fädernet en adelsätt, vars äldste kände medlem är riddaren Gerhard ”de Malyn” eller ”de Mallin” (död tidigast 1249). Denne donerade 1229 jord till borgkapellet i Parchim i Mecklenburg. Berendt Mellins farfar, Christoph Malin eller Mellin, flyttade senast 1549 till Estland. Dennes son – Berendt Mellins far – Christoffer Mallin (död tidigast 1627) uppges i äldre litteratur ha varit ryttmästare i svensk tjänst, men denna uppgift har inte kunnat bekräftas i svenska Krigsarkivet. I Gustaf Elgenstiernas utgåva av Riddarhusets stamtavlor uppges att Christoffer Mellin 1596 avträtt sin besittning av släktens gods i Pommern till sin svåger samt att han 1598 sålt sitt fädernegods Haggers. Han ska dessutom 1596 ha erhållit Ala-Urpala i Vederlax socken i Finland i förläning.

## Karriär
Uppgiften i adelsgenealogierna att Berendt Mellin redan som föräldralös elvaåring 1617 skulle ha blivit tjänstegosse till överste Berendt Taube är felaktig så till vida att hans far levde ännu 1627 (se ovan). Berendt Mellin blev ryttare vid överste Hans Wrangels regemente 1627 och erhöll avsked 1630. Perioden 1630–1640 var han löjtnant vid överste Reinhold Wrangels garnisonsregemente i Narva 1630. Han utnämndes till kapten vid Jurgen Paykulls regemente den 20 januari 1641 och blev den 6 oktober 1642 major vid Gustaf Adolf Lewenhaupts regemente. Den 13 januari 1645 utsågs han till överstelöjtnant vid Östgöta kavalleriregemente och 1648 till överste för ett tyskt värvat infanteriregemente; han avdankades med regementet 1649. Han utnämndes 1652 till överste för Tavastehus läns infanteriregemente. Av drottning Kristina fick han ett femtiotal gårdar i Karelen; en av dem, Maurpala i Vederlax (Virolahti) blev hans sätesgård.
Berendt Mellin ledde som kommendant försvaret av Dirschau 1656 under Karl X Gustavs polska krig. 1657 förflyttades han till garnisonstjänst i Narva, där han fick en kula genom armen i striderna mot ryssarna. Han var därefter tillförordnad kommendant på Mitau, men dömdes 1660 tillsammans med sex andra officerare till döden för att 1659 ha lämnat sin post och uppgivit Mitau. Samtliga benådades dock. Han erhöll den 14 maj 1674 befattningen som landshövding i Kexholms län, en tjänst han innehade t.o.m. 1688.
Berendt Mellin naturaliserades den 12 augusti 1668 som svensk adelsman och introducerades samma år på svenska Riddarhuset (adliga ätten Mellin, nr 736). Han dog den 26 februari 1690 på Urpala och begravdes i Viborgs domkyrka.

## Familj
Berendt Mellin var gift tre gånger. Han ingick sitt första äktenskap den 1 november 1631 i Keels socken i Estland med Margareta Paykull (död 19 september 1666 i Finland), dotter till Jurgen Paykull till Innis och Tyrsevall och Margareta von Treyden. Berendt Mellin var därigenom svåger till generallöjtnanten och riksrådet Jurgen Paykull. I detta äktenskap hade Berendt Mellin nio söner, av vilka åtta överlevde barnaåren. Han gifte om sig i Stockholm den 22 oktober 1668 med Sofia Elisabet von Friesendorff (död den 26 juli 1677), dotter till amtmannen i Rotenburg och Bremer-Vörde Hieronymus Georgsson von Friesendorff. Berendt Mellin gifte sig tredje gången den 25 april 1680 med Anna Schulman (född 1656, död den 10 april 1687 och begraven i Vederlax), dotter till kaptenen Otto von Schulman (släkten Schulman) och Anna von Wolframsdorf.
Sönerna Jurgen, Herman och Gustaf Adolph samt sonen Bernhards fyra söner Lorentz, Bernhard, Gustaf och Ernst Johan upphöjdes den 28 april 1691 till friherrlig värdighet. Ätten immatrikulerades på finska Riddarhuset den 6 februari 1818 under nr 4 bland friherrar. Jurgen Mellin erhöll dessutom tysk riksgrevlig värdighet den 6 augusti 1696 och blev svensk greve den 26 augusti 1696 (introducerad 1697 på Riddarhuset 1697 som grevliga ätten Mellin, nr 43).